# Пираньи Неаполя
«Пираньи Неаполя» (итал. La paranza dei bambini) — художественный фильм итальянского режиссёра Клаудио Джованнези, основанный на романе Роберто Савиано. Премьера картины состоялась 12 февраля 2019 года на 69-м Берлинском кинофестивале в основной программе конкурса. В российский прокат фильм вышел 25 апреля 2019 года. Лента удостоилась «Серебряного медведя» за лучший сценарий.

## Сюжет
Группа подростков из Неаполя хочет покупать дорогую одежду и новые скутеры, не прилагая для этого особых усилий. Единственной возможностью для них получить желаемое становится работа на местную мафиозную группировку. И теперь банда подростков разгуливает по улицам Неаполя, чтобы выполнять приказы своих боссов.

## В ролях
В фильме снимались следующие актёры:
| Актёр                    | Роль            |
| ------------------------ | --------------- |
| Франческо Ди Наполи      | Nicola          |
| Вивиана Апреа            | Letizia         |
| Маттиа Пиано Дель Бальцо | Briatò          |
| Чиро Веккьоне            | O Russ          |
| Чиро Пеллекиа            | Lollipop        |
| Артём                    | Tyson           |
| Альфредо Туритто         | Biscottino      |
| Паскуале Маротта         | Agostino        |
| Лука Накарло             | Cristian        |
| Кармине Пиццо            | Limone          |
| Валентина Ваннино        | Madre di Nicola |
| Аньелло Арена            | Lino Samataro   |
| Роберто Каррано          | Caminiello      |
| Адам Жендуби             | Aucelluzzo      |

## Релиз
Трейлер фильма появился 18 января 2019 года на официальном канале Vision Distribution в YouTube. Мировая премьера состоялась 12 февраля 2019 года в основном конкурсе на 69-м Берлинском кинофестивале. Премьера в самой Италии прошла на следующий день. В России премьера запланирована на 25 апреля, в Португалии — на 6 июня, в Германии — на 22 августа 2019 года.

## Критика
Фильм получил в основном средние оценки кинокритиков. На сайте-агрегаторе Metacritic у фильма 51 балл из 100 на основе 5 рецензий, что указывает на «смешанные или средние отзывы».

## Номинации и награды
| Список наград и номинаций | Список наград и номинаций                   | Список наград и номинаций                               | Список наград и номинаций                             | Список наград и номинаций | Список наград и номинаций |
| Год                       | Кинофестиваль/Кинопремия                    | Категория                                               | Номинант(ы)                                           | Результат                 | Ист.                      |
| ------------------------- | ------------------------------------------- | ------------------------------------------------------- | ----------------------------------------------------- | ------------------------- | ------------------------- |
| 2019                      | 69-й Берлинский международный кинофестиваль | Премия «Серебряный медведь» за лучшую режиссуру         | Клаудио Джованнези, Роберто Савиано, Маурицио Брауччи | Победа                    | [ 9 ]                     |
| 2019                      | 69-й Берлинский международный кинофестиваль | Премия «Золотой медведь» за лучший полнометражный фильм | Клаудио Джованнези                                    | Номинация                 | [ 9 ]                     |